# Alberto Domeniconi
Alberto Domeniconi (San Luis, 17 de noviembre de 1922 - 11 de marzo de 1997) fue un abogado y político argentino, que ejerció como gobernador de la provincia de San Luis desde el 1 de mayo de 1958 hasta el 23 de abril de 1962.

## Biografía
Hijo de Ovidio Domeniconi, se graduó de abogado en la Universidad Nacional de Córdoba en el año 1945 y militó desde joven en la Unión Cívica Radical.
En el año 1957 fue convencional para la reforma de la Constitución Nacional por la Unión Cívica Radical Intransigente. Al año siguiente fue elegido gobernador por el mismo partido, asumiendo su cargo el 1 de mayo.
Sus principales prioridades fueron institucionales, educativas y de obra pública. Respecto a lo segundo, creó el Departamento de Enseñanza Diferenciada y el Departamento de Enseñanza Secundaria, Normal, Técnica, Especial y Artística. Erigió dos escuelas y un jardín de infantes.
Construyó el primer camino consolidado a Naschel, la primera planta depuradora de líquidos cloacales y varios edificios de oficinas públicas, extendió la red de electrificación rural y de los pueblos de la provincia, construyó más de un centenar de viviendas, y se construyeron defensas sobre el río Trapiche.
Reorganizó prácticamente todas las reparticiones del Estado, buscando eficacia ejecutiva. Adhirió al Régimen de Coparticipación Federal, y puso el Banco de la Provincia de San Luis al servicio de la construcción de viviendas, especialmente en zona rural; modificó la contabilidad y las normas impositivas, sumándole además la Lotería Provincial. Se sancionó el Estatuto del Servicio Doméstico, inició la vacunación masiva contra la poliomielitis y la lucha contra la hidatidosis.
Se sancionó un Estatuto de Partidos Políticos, con la intención de reincorporar al peronismo a la vida política de la provincia; se modificó la Ley electoral, y por último, en 1962, se reformó la Constitución de la Provincia.
Cesó en su cargo con la intervención federal dispuesta por el presidente de facto José María Guido el 23 de abril de 1962.
Falleció en la ciudad de San Luis el 11 de marzo de 1997.